# Kekuʻiapoiwa II.
Kekuiapoiva II. je bila havajska plemkinja, majka kralja Kamehamehe I. i baka Kamehamehe II. i Kamehamehe III.
Njezini su roditelji bili Haae i Kekelaokalani I. Nazvana je po svojoj teti.
Udala se za svog bratića Keouu. S njim je bila majka Kamehamehe i princa Keliimaikaija.
Nakon suprugove smrti, udala se za Kamanawu. Njihova je kćer bila Piipii Kalani-kahivauliakama.